# 汗 (姓氏)
汗（/xɑːn/），源自欧亚草原游牧民族头衔“汗”的一个姓氏。最早为柔然人所用，后被南亚的伊斯兰酋长广泛使用。
“汗”是中亚和南亚的穆斯林民族中的常见姓氏，是全世界人口最多的姓氏之一，该姓氏在亚洲有大约1200万，而在全世界有大约2400万人口。在英国，有超过108,674名亚裔英国人为该姓氏，是英国的第12大姓。